# Nederlands kampioenschap schaken 2018
Het Nederlands kampioenschap schaken 2018 werd gehouden van 1 juli tot en met 8 juli 2018 in Amsterdam. Locatie van het toernooi was de Tolhuistuin in Amsterdam. Deloitte was verbonden als hoofdsponsor.

## Eindstand
| plaats | naam               | rating | score |
| ------ | ------------------ | ------ | ----- |
| 1      | Sergej Tiviakov    | 2583   | 5,5   |
| 2      | Erwin l'Ami        | 2636   | 4     |
| 3      | Jorden van Foreest | 2640   | 4     |
| 4      | Erik van den Doel  | 2593   | 4     |
| 5      | Ivan Sokolov       | 2565   | 4     |
| 6      | Sipke Ernst        | 2546   | 3     |
| 7      | Loek van Wely      | 2674   | 2     |
| 8      | Koen Leenhouts     | 2483   | 1,5   |